# Hal Lindsey
Harold Lee "Hal" Lindsey, född 23 november 1929 i Houston, Texas, död 25 november 2024, var en amerikansk kristen evangelist, predikant och författare. 
Lindsey studerade vid Dallas Theological Seminary. Han var också under 1960-talet engagerad i Campus Crusade for Christ. Han är känd för sina dispensationalistiska tolkningar av biblisk eskatologi - läran om den yttersta tiden, uppryckandet och ett kommande tusenårsrike. Hans första, och mest kända, bok är The Late, Great Planet Earth, som utgavs av Zondervan 1970 och blev en av 1970-talets största bästsäljare. Boken har följts av titlar som Satan is Alive and Well On Planet Earth, There's a New World Coming och The 1980s: Countdown to Armageddon. Han hade även ett eget tv-program, International Intelligence Briefing, på den kristna tv-kanalen Trinity Broadcasting Network. Efter att programmet lades ner ledde han istället ett nytt program, The Hal Lindsey Report.
Lindsey var förespråkare för kristen sionism. Efter hand som profetior i hans böcker inte gick i uppfyllelse gav han ut nya, omarbetade utgåvor. På senare tid framhöll han Barack Obamas popularitet som ett bevis på att världen är redo för att ta emot Antikrist.